# Диаграма на Волперт – Смит
Диаграма на Во́лперт–Смит (кръгова диаграма на пълните съпротивления (КДПС), в англоезичната литература – диаграма на Смит, в японската – диаграма на Мидзухаши–Смит) е кръгова диаграма, предназначена за определяне на комплексните съпротивления на товара на линията чрез стойностите на коефициента на бягаща или стояща вълна и фазата на коефициента на отражение. Наречена е на името на американския инженер Филип Хагар Смит, който предлага диаграмата през 1939 г., и съветския инженер Амиел Рафаилович Волперт, който независимо я описва през 1940 г. Също през 1937 г. японският инженер Тосаку Мизухаши публикува статия , изобразяваща подобна диаграма. За практическа употреба диаграмата се произвежда в прозрачен пластмасов планшет; за по-лесно отчитане планшетът има въртяща се прозрачна линийка, чиято ос на въртене минава през центъра на диаграмата.

## Описание на диаграмата
Кръговата диаграма се състои от два кръга – външен и вътрешен, вътре в които има две семейства ортогонални кръгове, съответстващи на геометричните места на точките на нормираните съпротивления 
R / ρ = const и Х / ρ = const, където:
- R е активното съпротивление на товара в Ω;
- X – реактивното съпротивление, Ω;
- ρ – вълновото съпротивление на линията, Ω.

Използването на нормирани съпротивления прави възможно използването на диаграмата за измерване на пълни съпротивления, включени в предавателни линии с всякакво вълново съпротивление. Външната част на диаграмата има 5 концентрични окръжности, 3 от които са кръгови скàли: външна (втора), средна (четвърта) и вътрешна (пета).
- По външната се отчитат безразмерните стойности на съотношението ΔL / λ, пропорционални на фазовия ъгъл на коефициента на отражение, където ΔL е изместването на минимума на вълната при включен товар спрямо този при линия, съединена в края на късо. Ако това изместване се отчита в посока към генератора, величината му се брои по числените стойности, нанесени от външната страна на скалата по посока на часовниковата стрелка. Ако изместването се отчита в посока към товара, величината му се брои по числените стойности, нанесени от вътрешната страна на скалата в обратна посока на часовниковата стрелка.
- По средната кръгова скала в двете посоки са нанесени стойностите на фазовия ъгъл на коефициента на отражение от 0° до ±180°: по посока на часовниковата стрелка – отрицателните, в обратна посока на часовниковата стрелка – положителните.
- По вътрешната кръгова скала в пресечните точка на скалата с дъги с равни нормирани реактивни съпротивления, започващи от долната крайна точка на диаметъра, в двете посоки са нанесени стойностите на нормираното реактивно съпротивление Х / ρ : в дясната половина на диаграмата – положителни по посока на часовниковата стрелка, индуктивно реактивно съпротивление; в лявата половина – отрицателни обратно на часовниковата стрелка, капацитивно реактивно съпротивление; по диаметъра между двете половини Х / ρ = 0, чисто активно товарно съпротивление. Те се изменят от 0 в горната крайна точка на диаметъра (на фигурата – крайна лява) до ∞ в долната му крайна точка (на фигурата – крайна дясна). Така се изменят и стойностите на нормираното активно съпротивление R / ρ, но те се нанасят от горе надолу по диаметъра в точки, съответстващи на преминаващите през тях кръгове от равни нормирани активни съпротивления. Тези окръжности се допират вътрешно в долната крайна точка на диаметъра R / ρ = ∞. В центъра R / ρ = 1 и R = ρ. В точките по периферията, лежащи на вътрешната кръгова скала, R / ρ = 0 и товарното съпротивление е чисто реактивно.

По линейната скала на въртящата се линийка от оста ѝ в центъра до вътрешната кръгова скала са нанесени стойностите на коефициентите на бягаща и стояща вълна: 

KБВ = 1 ÷ 0 и КСВ = 1 ÷ ∞.

## Работа с диаграмата
Импедансът се определя в следния ред. Измервателната линия (ИЛ) се свързва накъсо в края и при включен генератор се придвижва сондата до получаване на минимум на вълната, отчетен по уреда (амперметър или волтметър). По линийката на ИЛ се отчита разстоянието L0, на което се получава минимумът. Изключва се късото съединение и се включва товарът, на който ще се измерва съпротивлението (антена или поглъщащ товар). По същия начин се намира най-близкото положение L1 на изместения минимум при новия режим на работа и на още един негов съседен минимум L2. По уреда се отчитат стойностите на минимум и максимум на тока Imin и Imax(или напрежението Umin и Umax). Изчисляват се изместването на минимума при включен товар ΔL = |L1 – L0|, дължината на вълната λ = 2.|L2 – L1|, отношението ΔL / λ и КСВ = Imax / Imin (или КБВ = Imin / Imax). Завърта се прозрачната въртяща се линийка на диаграмата, така че линията на скалата ѝ да показва по външната кръгова скала изчисленото отношение ΔL / λ. Завъртането е по посока на часовниковата стрелка, ако изместването на минимума ΔL при товар спрямо неговата позиция по време на късо съединение е към генератора, или обратно на часовниковата стрелка, ако изместването на минимума е към товара. Фиксира се неподвижно прозрачната линийка в това положение и по скалата ѝ се отчита стойността на изчисления КСВ (КБВ). Отбелязва се получената пресечна точка на диаграмата под линийката. По ортогоналните дъги на диаграмата, минаващи през точката се определят търсените съпротивления: по дъгата от точката към диаметъра по неговата скала си отчита нормираното активно съпротивление R / ρ; по дъгата от точката към периферията по вътрешната кръгова скала се отчита нормираното реактивно съпротивление X / ρ. Те се умножават по вълновото съпротивление на линията ρ и така се намират действителните стойности на товарното съпротивление R и X:
R = ρ.(R/ρ) [ Ω ] и 

X = ρ.(Х/ρ) [ Ω ].
Обикновено вълновите съпротивления на използваните двупроводни, коаксиални и лентови линии са известни от типа на линията. Вълновото съпротивление на вълноводни линии може да се изчисли по различни формули. Например, за правоъгълен метален вълновод с въздушно запълване и вълнà тип Н10 вълновото съпротивление е
{\displaystyle Z_{\mathrm {c,H10} }={\frac {120\pi }{\sqrt {1-{({\frac {\lambda }{2a}}})^{2}}}}} ,
{\displaystyle a} е дължина на широката страна на вълновода.
Комплексното товарно съпротивление на дългата линия е Z = R ± jX.

## Преглед
Диаграмата на Волперт–Смит е математическа трансформация на двумерната декартова комплексна равнина. Комплексни числа с положителни реални части картографират вътре в кръга. Тези с отрицателни реални части се показват извън кръга. Ако се работа само с импеданси с неотрицателни резистивни (активни) компоненти, интересът е фокусиран върху областта вътре в кръга. Трансформацията за импедансна КДПС се изразява чрез коефициента на отражение:
{\displaystyle \Gamma ={\frac {Z-Z_{0}}{Z+Z_{0}}}={\frac {z-1}{z+1}},}
където {\displaystyle z={\frac {Z}{Z_{0}}},} т.е. комплексният импеданс {\displaystyle Z,} нормиран от референтния импеданс {\displaystyle Z_{0}}. Тогава КДПС е комплексна равнина (Гаусова равнина) от така трансформирани импеданси. Импедансите с неотрицателни резистивни компоненти ще се появят вътре в кръг с единичен радиус; началото ще съответства на референтния импеданс {\displaystyle Z_{0}}, който има смисъл на вълново съпротивление {\displaystyle Z_{0}=}ρ.

## Приложения
Диаграмата на Волперт–Смит може да се използва за едновременно показване на множество параметри, включително импеданси, адмитанси, коефициенти на отражение, параметри на разсейване (елементи на матрицата на разсейване {\displaystyle S_{nn}\,}), кръгове на коефициента на шума, контури на постоянно усилване и региони за безусловна стабилност, включително анализ на механични вибрации. :с. 93-103 Кръговата диаграма се използва най-често в или в рамките на зоната на радиуса на единството. Въпреки това, останалата част все още е математически релевантна, като се използва, например, в дизайна на осцилаторите и анализа на устойчивостта :с. 98-101
Докато използването на хартиени кръгови диаграми за решаване на сложната математика, участваща в проблеми със съвпадението, е до голяма степен заменено от софтуерно базирани методи, диаграмата на Волперт–Смит все още е много полезен метод за показване  как се държат радиочестотните параметри при една или повече честоти, алтернатива на използването на таблична информация. По този начин повечето софтуери за анализ на радиочестотни вериги включват опция за кръговата диаграма за показване на резултатите и всички, освен най-простите инструменти за измерване на импеданс, могат да начертаят измерените резултати на дисплей с диаграма на Волперт–Смит. 